# John Albert Stevenson
John Albert Stevenson ( 1890 - 1979 ) fue un botánico estadounidense.

## Algunas publicaciones
- 1917. La nueva enfermedad de la Caña

### Libros
- john albert Stevenson. 1975. The fungi of Puerto Rico and the American Virgin Islands. N.º 23 de Contributions. Reed Herbarium. 743 pp.

- Germán García Rada, john albert Stevenson. 1942. La flora fungosa peruana: lista preliminar de hongos que atacan a las plantas en el Perú. Volumen 25. E.E. agrícola de La Molina. 112 pp.

- john albert Stevenson, edith katherine Cash, Curtis Gates Lloyd. 1936. The new fungus names proposed by C.G. Lloyd. Bull. of the Lloyd Library and Museum of Botany. 209 pp.

- 1926. Foreign plant diseases, a manual of economic plant diseases which are new to or not widely distributed in the United States. Gov. printing office. 198 pp.

- 1918. A check list of Porto Rican fungi and a host index. Volumen 2, N.º 3 de Journal of agriculture of the University of Puerto Rico. Insular Experiment Station. 140 pp.

- La abreviatura «J.A.Stev.» se emplea para indicar a John Albert Stevenson como autoridad en la descripción y clasificación científica de los vegetales.[1]